# Sierolomorpha
Sierolomorpha  (лат.) — род мелких ос (Hymenoptera) семейства Sierolomorphidae.

## Описание
Длина около 5 мм. Затылочный киль внизу не замкнутый и не касается гипостомального киля. Тилоиды (выступающие продольные кили) обычно развиты на вершинных члениках усиков. Проплевры вертикальные, короче передних тазиков. Очень редки и о биологии почти ничего не известно. В России впервые были обнаружены на Дальнем Востоке в 1998 году.

## Классификация
В роде около 10 видов.
- Sierolomorpha apache Evans, 1961 (N. America)
- Sierolomorpha atropos Nagy, 1971 (Монголия; Россия, Приморский край; Китай)
- Sierolomorpha barri Miller, 1986 (Северная Америка)
- Sierolomorpha bicolor Evans, 1961 (Северная Америка)
- Sierolomorpha brevicornis Evans, 1961 (Северная Америка)
- Sierolomorpha canadensis (Provancher, 1888) (Северная Америка)
- Sierolomorpha hospes Perkins, 1910 (Гавайи)
- Sierolomorpha isis Nagy, 1971 (Узбекистан)
- Sierolomorpha nigrescens Evans, 1961 (Северная Америка)
- Sierolomorpha similis Evans, 1961 (Северная Америка)
- Sierolomorpha sogdiana Lelej & Mokrousov (Узбекистан)
- Sierolomorpha trjapitzini Mokrousov & Lelej, 2018 (Россия)

## Распространение
Америка и Азия